# 手
手 (main) est un kanji composé de 4 traits. Il fait partie des kyōiku kanji de 1re année.
Son caractère Unicode est 624B.

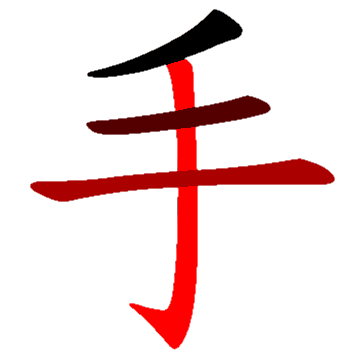

Il se lit シユ (shyu) ou ズ (zu) en lecture on et て (te) en lecture kun.

## Exemples
- 手首 (tekubi) : poignet.
- 握手 (akushu) : poignée de main.
- 拍手 (hakushu) : applaudissements.
- 上手 (joozu) : habile, expert.
- 歌手 (kashu) : chanteur.
- 売り手 (urite) : vendeur, vendeuse.
- 右手 (migite) : main droite.
- 手紙 (tegami) : lettre.
- 手錠 (tejoo) : menottes.
- 手袋 (tebukuro) : gants.
- お手洗い (otearai) : toilettes.
- 手伝う (tetsudau) : aider.